# Rating Elo
O Rating Elo é um método estatístico utilizado para se calcular a força relativa entre jogadores de xadrez, inventado pelo físico americano Arpad Elo e utilizado no Ranking FIDE. O método funciona adequadamente quando utilizado da maneira que foi projetado, embora existam algumas limitações. O rating também foi adaptado para outros esportes como por exemplo o Tênis.

## História
Com o número crescente de jogadores em torneios oficiais e o aumento do número de GMs de xadrez, os jogadores e avaliadores se depararam com a dificuldade de quantificar e qualificar qual era o melhor, ou, qual a força relativa de cada um. Com o uso da matemática, buscou-se um método capaz de solucionar o problema e qualificar os enxadristas da forma mais justa e razoável possível. Vários métodos foram utilizados, mas o que foi adotado oficialmente pela FIDE foi o apresentado por Arpad Elo, professor de física e mestre de xadrez. Era um melhoramento do sistema de avaliação e classificação de jogadores (rating) inventado por Kenneth Harkness, que se baseava na adição de novos parâmetros, entre eles, os resultados de duzentos jogadores dentre os melhores jogadores do mundo escolhidos dentro do intervalo de tempo entre 1966 e 1969, o segundo parâmetro era que estes jogadores tivessem disputado no mínimo trinta partidas com outros membros deste grupo de desempenho. Assim, com o uso de aproximações e outras fórmulas estatísticas, os coeficientes obtidos desses parâmetros foram introduzidos em um programa de computador que apresentou resultados com força aproximada de cada jogador. Com tais resultados em mãos e com o uso de fórmulas estatísticas que incluíam cálculos de expectância e percentagens, seria então possível que novos jogadores fossem avaliados se utilizando destes dados iniciais como paradigma, ou seja, conseguir-se-ia definir o rating de qualquer jogador que disputou um número x de partidas inclusive os comparando com outros de seu grupo de desempenho (com a mesma pontuação).

## Cálculo do Elo
Deve-se inicialmente salientar que, apesar de se definir um rating inicial, normalmente no valor entre 1 500 e 2 000, o desempenho de um jogador não poderá ser considerado em absoluto se este não tiver jogado um número x de partidas para apresentar resultados dentre vitórias, derrotas e empates, isto é, ele ainda não poderá ser enquadrado em uma classificação paradigmática qualquer (que comumente classificam os jogadores de Iniciantes a Grandes Mestres). Esta explicação simplista está dentro da proposta apresentada pelo professor Elo.
Assim, o desempenho de um jogador está diretamente vinculado ao rating ou "experiência" de seus oponentes e os resultados obtidos perante cada um deles. Então, a diferença de rating entre dois jogadores poderá determinar uma diferença de pontuação esperada entre os mesmos, isso considerando estatisticamente os resultados no período tomado. Todavia, tanto a média como o desvio padrão estatístico podem ser escolhidos arbitrariamente. O Sistema de Rating Elo sugeriu como ponto de partida uma classificação de tal forma que uma diferença de 200 pontos significaria que o jogador "mais forte" terá um pontuação esperada de 0,75.
A pontuação esperada (E) de um jogador é a sua probabilidade de vencer somada à metade de sua probabilidade de empatar. Portanto, uma pontuação esperada de 0,75 representaria 75% de chances de vitória, 25% de chances de perder e 0% de chances de empatar. Sobre outro ponto de vista, poderia representar 50% de chances de vencer, 0% de perder e 50% de empatar. Os empates no sistema Elo são considerados como 1/2 vitória ou 1/2 derrota.
Se o jogador A tem uma força {\displaystyle R_{A}} e o jogador B tem uma força {\displaystyle R_{B}}, a fórmula (utilizando a Função logística) para a pontuação esperada do jogador A é:
{\displaystyle E_{A}={\frac {1}{1+10^{(R_{B}-R_{A})/400}}}.}
Igualmente, a pontuação esperada para o jogador B será:
{\displaystyle E_{B}={\frac {1}{1+10^{(R_{A}-R_{B})/400}}}.}
Também podendo ser expresso da seguinte forma para o A:
{\displaystyle E_{A}={\frac {Q_{A}}{Q_{A}+Q_{B}}}}
e para o B:
{\displaystyle E_{B}={\frac {Q_{B}}{Q_{A}+Q_{B}}}}
Onde: {\displaystyle Q_{A}=10^{R_{A}/400}}
e
{\displaystyle Q_{B}=10^{R_{B}/400}}
Note-se que neste último caso, o mesmo denominador se aplica a ambas as expressões. Isto significa que, ao estudar apenas os numeradores, descobrimos que a pontuação esperada para o jogador A é {\displaystyle Q_{A}/Q_{B}} vezes maior que a esperada para o jogador B. Então, deduz-se que para cada 400 pontos de vantagem sobre o oponente, a chance de vitória está aumentada dez vezes em comparação com a chance do adversário vencer.
Note também que {\displaystyle E_{A}+E_{B}=1}. Isso na prática, se considerarmos que a verdadeira força de cada jogador é desconhecida, a pontuação esperada deverá ser calculada usando os valores dos ratings atuais dos jogadores antes do "confronto". Logo, quando a pontuação no torneio de um dado jogador excede sua pontuação esperada, o sistema ELO considera como evidência que o rating do jogador está baixo e deve ser ajustado para cima. Da mesma forma quando a pontuação do jogador fica abaixo da sua pontuação esperada, o rating do jogador é ajustado para baixo. A sugestão original de professor Elo, que ainda é largamente utilizada, era um simples ajuste linear proporcional no montante do jogador que superou as expectativas ou teve resultados abaixo do esperado. O reajuste máximo por jogo, comumente chamado de valor K, foi fixado em K = 10 para jogadores que ultrapassaram os 2400  K = 20 para jogadores abaixo de 2400 e K =40 para jogadores abaixo de 2300 com menos de 18 anos e jogadores que recém criaram o rating FIDE e não jogaram 27 partidas clássicas.
Suponhamos que um jogador A tinha uma pontuação esperada de {\displaystyle E_{A}} mas durante um torneio ou duelo simples obteve {\displaystyle S_{A}} pontos. Então a fórmula para atualizar o rating é:
{\displaystyle R_{A}^{\prime }=R_{A}+K(S_{A}-E_{A}).}
A atualização do rating pode ser feita depois de cada jogo ou cada torneio, ou também depois de algum outro período de avaliação escolhido com algum critério dentro de algum outro cenário. Por exemplo, suponhamos novamente que um jogador A tenha um rating 1613 e joga cinco duelos num torneio e:
- Perde para um jogador com rating 1720.
- Vence um jogador com rating 1388;
- Vence um jogador com rating 1586;
- Empata com um jogador com rating 1477;
- Perde para um jogador de rating 1609 e

Sua pontuação atual é (0 + 1 + 1 + 0,5 + 0) = 2,5.
Olhando para o rating dos adversários, sua pontuação esperada era de, respectivamente, (0,351 + 0,785 + 0,539 + 0.686 + 0,506) = 2,867. E por isso seu novo rating será [1613 + 40 · (2,5 − 2,867)] = 1598, isso considerando que ele não é um Mestre e assim utilizando o fator K = 40.
Observa-se que se utilizássemos os valores absolutos sua pontuação seria 1 613 + 2,5 = 1 615,5 ou ainda se considerássemos as derrotas, que foram duas, como -1 seu rating seria 1613 + 0,5 = 1613,5, todavia, o resultado do jogador foi pior porque seus oponentes tinham um rating médio próximo ao dele. Se ele tivesse vencido dois duelos, perdido um e empatado dois, somando assim 3 pontos, seu resultado teria sido um pouco melhor [1613 + 32 · (3-2,867)] = 1 617.
Este método de atualização de ratings é a base dos sistemas utilizados pela FIDE, FICS e diversos outros grupos e entidades de xadrez. No entanto, cada organização tem tomado um caminho diferente para lidar com a incerteza inerente às avaliações, em especial às classificações dos recém-chegados, e para lidar com o problema das inflações / deflação das classificações, costumam adotar o hábito de atribuir classificações provisórias para novos jogadores cujos ratings são ajustados muito mais vezes do que os ratings de jogadores regulares.
Há de se considerar que o sistema Elo não é utilizado apenas no xadrez, é também aplicado em outros jogos que envolvam mecanismos de empate.